# Trieshi
Trieshi (albanska: Triesh) är en historisk stam och region i Malësia e Madhe i södra Montenegro.[källa behövs]

## Historia
Trieshi nämns för första gången 1485.
Trieshi är ihågkommen för sitt motstånd mot de osmanska styrkorna 1717, där de dödade över 62 soldater. Efter denna katastrof lämnade osmanerna regionen i 150 år.[källa behövs]

## Antropologi
I muntlig tradition sägs Triesh komma från Bosnien. De hävdar att de härstammar från en bosnisk man kallad Keq Preka eller Kec Panta, som flydde till Piperi, Montenegro, runt 1520-talet. Preka hade flera söner Lazar Keqi, Ban Keqi (stamfadern till Trieshi), Kaster Keqi, Merkota, Keqi, Vas Keqi och Piper Keqi. De är idag stamfader till de fyra albansktalande stammarna Hoti, Krasniqi, Trieshistammen, Nikaj och till tre montenegrinsk/serbisk talande Piperi, Vasojevići och Ozrinići.
Vissa familjer i stammen härstammar från Ivan Crnojević och familjen Delaj hävdar att de kommer från Hercegovina.[källa behövs]
Byarna i Trieshi:
- Nikmarash
- Rudina
- Muzheçk
- Budëz
- Poprat
- Stjepoh
- Delaj
- Bëkaj
- Cem

## Demografi
I en rapport 1866, skriven av Emile Wiet, fanns det 111 hushåll och 593 invånare.

## Kända personer från Trieshi
- Nikolla bej Ivanaj - politiker
- Marash Ivanaj - politiker